# Henry Muddiman

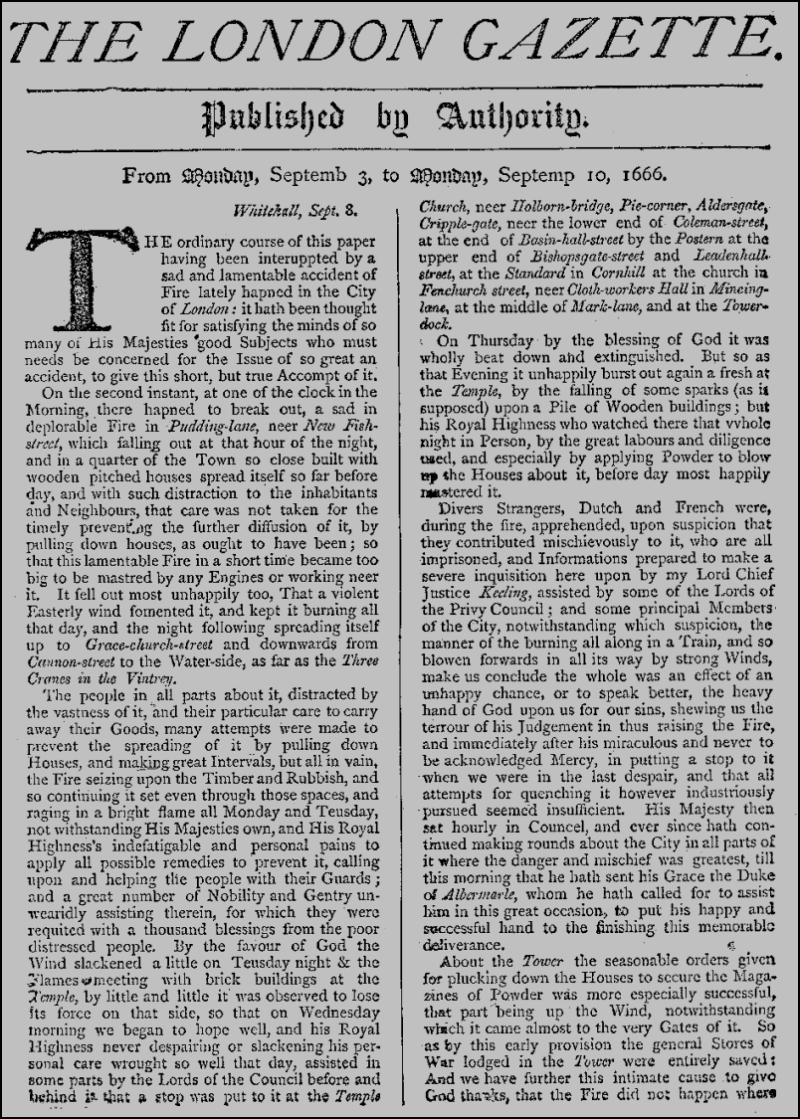
La London Gazette editada por Muddiman es la publicación decana de la prensa británica.

Henry Muddiman (1629 - 1692) fue un periodista y editor inglés de finales del siglo XVII, principalmente activo durante el reinado de Carlos II de Inglaterra en la época de la Restauración inglesa.
Después de haber trabajado como maestro, empezó a escribir de forma regular crónicas en la prensa hacia el año 1659. Publicó en Parliamentary Intelligencer y en el Mercurius Publicus, órganos del Parlamento. El 16 de abril de 1660 la actividad de Muddiman se vio consolidada por la prohibición de los otros órganos de prensa, en especial los de Marchamont Needham, principal editor durante la época de Cromwell. Se le concedió a Muddiman el monopolio de la edición, bajo la vigilancia y supervisión del editor John Birkenhead, editor del absolutista Mercurius Aulicus durante la época de la Guerra Civil Inglesa (1642-1651).
Muddiman perdió los derechos de publicación tres años más tarde cuando el privilegio fue transferido a Roger L'Estrange. Fue entonces cuando Muddiman se decidió a publicar London Gazette, considerado como el periódico británico más antiguo y que aún se publicaba en 2006. La publicación se enviaba por correo a los abonados y no se vendía al gran público, por lo que se trataba de un modelo alejado del periódico actual.
Muddiman conservó los derechos exclusivos hasta la Revolución Gloriosa de 1688. Con el cambio de régimen se tuvo que retirar de los negocios. Murió poco después en 1692.
- Datos: Q3132970